# All My Children

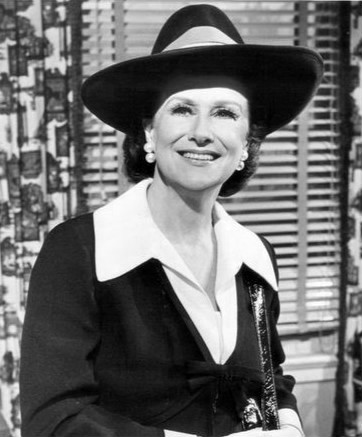
Ruth Warwich als Phoebe Tyler in All My Children in 1973

All my Children (afgekort tot AMC) is een Amerikaanse soapserie die tussen 5 januari 1970 en 23 september 2011 werd uitgezonden op ABC. De serie is ontwikkeld door Agnes Nixon en als thuisbasis werd het fictieve Pine Valley gebruikt. De ultieme hoofdrol van de serie was weggelegd voor het door Susan Lucci gespeelde karakter Erica Kane. Kane is een van de meest populairste soapkarakters ooit.
De titel van de soap verwijst naar gemeenschappelijkheid. All my Children was de eerste nieuwe dramaserie van de televisiezender dat debuteerde in de jaren zeventig. De serie werd van 1970 en 1975 geproduceerd door Horizon, Inc; het bedrijf van Agnes en haar man Bob Nixon. In 1975 vond de verkoop aan ABC plaats. De speelduur van een aflevering was in de eerste zeven jaar een half uur, maar werd op 25 april 1977 verlengd tot een uur.

## Geschiedenis

### Creatie
Agnes Nixon, toentertijd hoofdschrijver voor de soapserie The Guiding Light, kwam voor het eerst met het idee van All my Children in de jaren zestig. Tijdens het schrijven focuste Nixon zich op een aantal belangrijke eigenschappen van de soap. De soap moest een goed begrijpbare soap worden die draaide om sociale problemen en jonge liefde. Een poging om de serie aan NBC, CBS of Procter & Gamble te verkopen mislukte. Toen Proctor & Gamble niet in staat was om ruimte vrij te maken voor de soap, besloot Nixon om All my Children nog een tijdje te bewaren.
Nixon werd in 1965 de hoofdschrijver van Another World en besloot om een aantal ideeën van haar creatie AMC te gebruiken in Another World. In één specifieke zaak, gebruikte ze het door haar bedachte karakter Erica Kane om het Another World-personage Rachel Davis te creëren. Nixon omschreef het karakter Davis als de kennismaking met All my Children. Davis was alleen een personage dat uit een slechter milieu kwam dan Kane. De karakters Kane en Davis waren gelijk aan elkaar omdat ze allebei 'bevredigend zouden zijn als hun dromen zouden uitkomen. Hun dromen zouden echter niet uitkomen'.
Televisiezender ABC vroeg aan Nixon of zij een nieuwe soapserie wilde maken die meer eigentijdser was. Nixon kwam op de proppen met One Life to Live, dat zou debuteren in 1968. Vanwege het succes van deze soap wilde de zender dat Nixon nog een soap zou afleveren. Ditmaal was haar eerdere creatie All my Children aan de beurt. Het gedicht dat Nixon schreef voor de leader van de serie luidde als volgt;
The Great and the Least 
 The Rich and the Poor 
 The Weak and the Strong 
 In Sickness and in Health 
 In Joy and Sorrow 
 In Tragedy and Triumph 
 You are ALL MY CHILDREN

### Jaren zeventig
All my Children beleefde zijn debuut op 5 januari 1970. Actrice Rosemary Prinz was gecontracteerd voor een gastrol gedurende zes maanden. Prinz gaf gestalte aan het liberale karakter Amy Tyler. De actrice had al bekendheid verworven in de jaren vijftig en zestig door haar rol in As the world turns en werd gebruikt als een publiekstrekker.
Van 1970 tot in de jaren tachtig werd de serie volledig geschreven door Nixon haarzelf. Ook Wisner Washam mocht zich naast haar eraan wagen. In 1982 besloot Nixon een punt te zetten achter het schrijverschap van de soap om zich te focussen op het creëren en lanceren van de soapserie Loving in 1983. Nixon streef erna om een soap te ontwikkelen die actueel was en sociale onderwerpen aan bod zou brengen. Daarnaast prefereerde zij aandacht voor humor.
De eerste verhalen vonden plaats rondom een aantal families en karakters; Ruth Warrick gaf gestalte aan het karakter Phoebe Tyler, een rijke dame. Een alleenstaande moeder, Mona Kane (Frances Heflin, en haar dochter Erica Kane werden ook geïntroduceerd. In contrast staat het gezin Martin, met als hoofd vader Joe en later weduwe Ruth. De familie Martin vormde de vaste kern in de serie. Het karakter Phoebe Tyler werd omschreven als de Queen of Pine Valley, Erica Kane werd omschreven als Princess. In de eerste maanden probeerde Erica op allerlei manieren de liefdesrelatie tussen klasgenoten Tara Martin en Phil Brent kapot te maken. Erica ontdekt dat Phil niet de biologische zoon van Ruth is, maar van haar zuster Amy. Uit egoïsme verteld Kane iedereen de waarheid.
All my Children had als eerste succes dat het schreef over jonge liefde. ABC was dringend op zoek naar een soap dat de jonge kijkers naar de zender zou trekken. De kijkcijfers bleven echter achter bij de verwachtingen. In het eerste jaar was AMC de zeventiende bestbekeken soap, terwijl er negentien werden uitgezonden. Ondanks een slechte start, groeide het aantal kijkers elk jaar.
All my Children creëerde een bijzondere verhaallijn, waarin de Vietnamoorlog werd gebruikt. Nog niet eerder had een serie het aangedurfd om dit beladen onderwerp aan te snijden. Je had het karakter Phoebe, een conservatieve, en haar zuster Amy, een liberale. Na het vertrek van Amy nam Ruth haar anti-oorlogstelling over. Haar speech leverde actrice Mary Fickett de eerste Emmy Award op voor een soapacteur. Later in de serie werd Phoebe steeds liberaler.
In 1973 was de soap de eerste dramaserie die een verhaallijn schreef over abortus. Het karakter Erica Kane onderging een abortus. De reden van de abortus werd door de kijkers als omstreden beschreven. Kane ondernam haar abortus niet vanwege bijvoorbeeld medische problemen, maar vanwege de angst om dik te worden en haar modellencarrière te verliezen. Deze verhaallijn kreeg destijds veel media-aandacht. In de verhaallijn ontwikkelde Kane een mogelijke dodelijke infectie, wat later werd omschreven als een toxoplasmosis na een abortus. ABC werd platgebeld door doktoren en verpleegsters die aanboden om advies te geven hoe dit het beste opgelost zou kunnen worden.
Phoebe's echtgenoot Charles (Hugh Franklin) ontwikkelde een intense omgang met Mona Kane, zijn secretaresse in het ziekenhuis. De twee werden verliefd en Charles besloot te scheiden van Phoebe. Phoebe probeerde Mona te chanteren en fakede zelfs verlamdheid. Uiteindelijk eindigde Phoebe als een gescheiden alcoholiste en werd Mona de nieuwe Mrs. Tyler. Deze ontwikkeling was het begin van de jarenlange rivaliteit tussen Mona Kane en Phoebe Tyler.
Wanneer actrice Eileen Letchworth een facelift wilde, ging ze in overleg met het creatieve brein van de serie, Nixon. Letchworth was niet alleen een tijd afwezig, toen ze terugkeerde zag ze er heel anders uit. Uit nood werkte Nixon haar facelift in de serie. Letchworth's karakter Margo wilde de wat jongere Paul Martin verrassen. De verhaallijn omtrent Margo was in 1974 een van de eerste hoofdverhaallijnen die operatie en psychologische gevolgen weergaf.

## Rolverdeling (2011)
| Acteur                 | Personage          | Periode                                           |
| Susan Lucci            | Erica Kane         | 1970-2011                                         |
| Darnell Williams       | Jesse Hubbard      | 1981-1988, 1994, 2001, 2002, 2008-2011            |
| Michael E. Knight      | Tad Martin         | 1982-1986, 1988-1990, 1992-2011                   |
| Debbi Morgan           | Angie Hubbard      | 1982-1991, 2008-2011                              |
| Walt Willey            | Jackson Montgomery | 1987-2011                                         |
| Cady McClain           | Dixie Martin       | 1988-1996, 1998-2002, 2005-2007, 2008, 2010, 2011 |
| Jill Larson            | Opal Cortlandt     | 1989-2011                                         |
| Daniel Cosgrove        | Scott Chandler     | 1996-1998, 2010-2011                              |
| Vincent Irizarry       | David Hayward      | 1997-2006, 2008-2011                              |
| Cameron Mathison       | Ryan Lavery        | 1998-2002, 2003-2011                              |
| Rebecca Budig          | Greenlee Smythe    | 1999-2005, 2008-2009, 2009-2011                   |
| Alicia Minshew         | Kendall Slater     | 2002-2011                                         |
| Bobbie Eakes           | Krystal Carey      | 2003-2011                                         |
| Jacob Young            | JR Chandler        | 2003-2011                                         |
| Thorsten Kaye          | Zach Slater        | 2004-2010, 2011                                   |
| Chrishell Stause       | Amanda Dillon      | 2005-2011                                         |
| Ambyr Childers         | Colby Chandler     | 2006-2008                                         |
| Cornelius Smith Jr.    | Frankie Hubbard    | 2007-2011                                         |
| Ricky Paull Goldin     | Jake Martin        | 2008-2011                                         |
| J.R. Martinez          | Brot Monroe        | 2008-2011                                         |
| Denise Vasi            | Randi Morgan       | 2008-2011                                         |
| Natalie Hall           | Colby Chandler     | 2009-2011                                         |
| Stephanie Gatschet     | Madison North      | 2009-2011                                         |
| Jamie Luner            | Liza Colby         | 2009-2011                                         |
| Trent Garrett          | Asher Pike         | 2010-2011                                         |
| Lindsay Hartley        | Cara Castillo      | 2010-2011                                         |
| Jordi Vilasuso         | Griffin Castillo   | 2010-2011                                         |
| Sarah Glendening       | Marissa Tasker     | 2010-2011                                         |
| Christina Bennett Lind | Bianca Montgomery  | 2010-2011                                         |
| Michael Nouri          | Caleb Cortlandt    | 2010-2011                                         |

## Rolverdeling
- Karen Lynn Gorney - Tara Martin (1970-1974, 1976-1977)
- Susan Lucci - Erica Kane (1970-2011)
- Ray MacDonnell - Dr. Joe Martin (1970-2011)
- Ruth Warrick - Phoebe Tyler (1970-2005)
- Julia Barr - Brooke English (1976-1981, 1982-2006)
- Jesse McCartney - Adam Chandler jr. (1998-2001)
- Mario Van Peebles - Samuel Woods (2008)
- Lee Meriwether - Ruth Martin (1996-2011)
- Sarah Michelle Gellar - Kendall Hart-Lang (1993-1995) / Naamloze patiënt (2011)